# Slow Train (chanson)
Pistes de Slow Train Coming
Precious Angel Solid Rock
Slow Train est une chanson écrite par Bob Dylan qui est apparue pour la première fois sur son album de 1979 Slow Train Coming. Aux États-Unis, elle est sortie en tant que single de suivi de « Gotta Serve Somebody ». Elle a également été publiée en tant que chanson principale de l'album live de 1989 de Dylan avec le Grateful Dead, Dylan & the Dead,. Le critique musical Paul Williams l'a qualifiée de « seul morceau de Slow Train Coming qui doit être écouté encore et encore et encore, inépuisable, essentiel ». Le rédacteur en chef de Rolling Stone Jann Wenner l'a qualifiée de « rien de moins que la chanson la plus mature et la plus profonde de Dylan sur l'Amérique ». La couverture a été réalisée par Catherine Kanner.

## Ecriture et enregistrement
Slow Train a une genèse plus ancienne que la plupart des chansons de Slow Train Coming. Elle a commencé sa vie comme un instrumental que Dylan utilisait pour s'échauffer lors de sa tournée à la fin de 1978. Un enregistrement de la chanson avec quelques paroles existe depuis un « soundcheck » d'un spectacle du 2 décembre 1978 à Nashville (Tennessee), bien que seuls le chorus et quelques lignes de cette version aient été conservés sur l'enregistrement final. Une démo a été enregistrée en studio en avril 1979, et la version de l'album a été enregistrée le 3 mai 1979 au Muscle Shoals Sound Studio à Sheffield (Alabama). Dylan avait déjà utilisé le symbole d'un train lent sacré dans les notes d'accompagnement de son album de 1965 Highway 61 Revisited : « le sujet - bien que dénué de sens - a quelque chose à voir avec un train lent sacré ».

## Paroles et musique
« Slow Train » s'inscrit dans la lignée des grandes chansons de protestation de Dylan, mais l'indignation morale de Dylan est désormais alimentée par sa récente conversion au christianisme,. Les cibles de l'indignation de Dylan sont lui-même, ses amis, OPEP, les faux dirigeants, l'injustice, la cupidité, la pauvreté, le conformisme et l'hypocrisie, y compris l'hypocrisie religieuse,,. Bien que la plupart des chansons de « Slow Train Coming “ fassent explicitement référence à la récente conversion de Dylan, ” Slow Train » est indirecte et métaphorique. Et contrairement à de nombreuses chansons de l'album, elle ne contient aucune référence biblique explicite et une seule référence à Satan,.
Le deuxième et le dernier couplet esquissent une relation avec une fille de l'Alabama qui vit dans les bois,. Dans le deuxième couplet, la jeune fille avertit Dylan qu'il doit se remettre dans le droit chemin, sous peine de mourir et de devenir une statistique des accidents. Dans le septième et dernier couplet, elle le quitte pour un homme dangereux de l'Illinois. Dylan se sert de cette expérience pour résumer que « cela me dérange vraiment de voir mes proches se transformer en marionnettes »,. Le critique musical Michael Gray trouve également dans ces vers une continuation des thèmes de la « résolution vacillante et de la trahison » de l'album précédent de Dylan, Street-Legal.
Entre les deux, Dylan s'en prend à ses cibles. Le troisième couplet a été controversé, Dylan se plaignant du contrôle des États-Unis par le pétrole étranger, avec
Sheiks walkin' around like kings (Les cheiks se promènent comme des rois)
Wearing fancy jewels and nose rings (Portant des bijoux de fantaisie et des anneaux de nez )
Deciding America's future from Amsterdam and to Paris (Décidant de l'avenir de l'Amérique d'Amsterdam à Paris),.
Paul Williams reproche à ce verset de véhiculer « des préjugés raciaux et un nationalisme vertueux ». L'auteur John Nogowski se plaint que cela implique que Dieu est une « figure distinctement américaine ». D'autres critiques ont jugé le vers raciste et chauvin, bien que l'auteur Seth Rogovoy, écrivant 30 ans plus tard, affirme que, bien que « peut-être trop patriotique à l'époque », le vers s'est avéré prophétique, car la dépendance à l'égard de l'énergie étrangère a jeté les bases de la « destruction à long terme du moteur économique de l'Amérique », avec des conséquences environnementales destructrices en prime.
D'autres versets contiennent d'abondantes critiques sur l'Amérique, avec des lignes sur le fait que « dans la patrie des braves, Jefferson's se retourne dans sa tombe, des imbéciles se glorifient, essayant de manipuler Satan » . Commentant le sixième verset, qui dit que « les gens meurent de faim et de soif », tandis que « les silos à grains explosent » même si « vous savez que cela coûte plus cher de stocker la nourriture que de la distribuer ». Le critique Jim Esch de Allmusic a dit que c'était la preuve que la conversion de Dylan au christianisme « avait réveillé une sensibilité morale indignée »; Rogovoy le considère comme un exemple parfait de Dylan « pointant l'hypocrisie et la stupidité qui se cachent derrière le dysfonctionnement social ». Gray commente la prescience de ces lignes six ans avant Live Aid.
L'image d'un « slow train comin' around the bend » (que l'on peut traduire littéralement : « train arrivant lentement au détour d'un virage ») dans le refrain a été interprétée comme un symbole de l'apocalypse à venir et comme un symbole de salut,,. Rogovoy trouve le symbole ambigu - bien que le train lent semble être un symbole de délivrance, cela n'est pas explicité, et ainsi, alors que le train « peut être destiné à la gloire », comme dans les chansons de Woody Guthrie et Curtis Mayfield, il peut également être destiné à un endroit plus sinistre, en particulier compte tenu de l'utilisation des trains au cours du XXe siècle pour transporter des personnes vers des destinations de meurtres de masse. Le biographe de Dylan Clinton Heylin, lui aussi, voit une ambiguïté dans un symbole que Dylan aurait connu comme symbole de rédemption dans les chansons de Guthrie et Mayfield et qui se serait transformé en un symbole apocalyptique au moment où il a écrit cette chanson. Le professeur de littérature Stephen Scobie voit le train comme une image de l'apocalypse, mais comme le train est lent, il est en retard, et donc, bien que l'apocalypse arrive un jour, on ne sait pas exactement quand.
Bien que Williams considère certaines paroles comme « idiotes », mais pas le refrain qu'il décrit comme « parfait », il pense que la musique et la performance vocale les ennoblissent et leur donnent un sens, rendant la chanson ” essentielle “ et ” inépuisable “. Selon Williams, la texture de la guitare vocale, de la basse, de la batterie et des claviers  « nous communique la vérité sur Bob Dylan à ce moment de sa vie, et aussi la vérité [...] sur nous-mêmes lorsque nous écoutons ». Williams est particulièrement élogieux pour le jeu de clavier de Barry Beckett après le cinquième couplet, qu'il décrit comme un « bref orgasme incroyable au clavier ». Allmusic's Esch fait également l'éloge de l'intensité de la performance vocale de Dylan, ainsi que du jeu de guitare solo de Mark Knopfler. En fin de compte, Williams trouve une joie dans la musique qui est en contradiction avec le dégoût que Dylan prétend ressentir dans les paroles : il attribue cette joie au fait que Dylan est capable de se libérer et de s'épancher dans les paroles.

## Réception
Le critique musical Robert Shelton décrit « Slow Train » comme étant « parmi la musique la plus puissante que [Dylan ait] faite depuis “”Desire“” »; Michael Gray considère que c'est l'un des titres les plus marquants de Slow Train Coming.Le critique Jim Esch de Allmusic l'appelle également « l'un des meilleurs titres » de Slow Train Coming, citant le « soutien musical sous pression », en particulier Mark Knopfler à la guitare et les Muscle Shoals Horns, l'intensité de l'interprétation de Dylan, et les « lignes accrocheuses » de la chanson. Il affirme que « parce que les paroles sont plus elliptiques dans leurs références chrétiennes, “Slow Train” est plus accessible au grand public que les morceaux plus ouvertement évangéliques de sa période chrétienne »". “”Cash Box“” l'a qualifié de morceau “bluesy” qui “combine efficacement le nationalisme et le spiritualisme”. Record World a déclaré que « le style de guitare distingué de Mark Knopfler correspond à l'ambiance". Néanmoins, selon le biographe de Dylan Clinton Heylin, le contexte de la profession de foi chrétienne de Dylan a conduit à de nombreuses critiques de la chanson. Le critique Chris Bohn de Melody Maker a appelé « Slow Train » « probablement la chanson la plus irresponsable que Dylan n'ait jamais écrite ». Le critique de NME Charles Shaar Murray était contrarié que Dylan « ait divisé le monde en Bien et Mal selon les préceptes d'un credo étroit et fondamentaliste », se concentrant sur la punition plutôt que sur la libération et le faisant « en termes aigres et élitistes ».
D'autre part, le rédacteur en chef de Rolling Stone Jann Wenner a déclaré que « Slow Train » était « sans équivoque dans la tradition des chansons sur l'état de l'union que Dylan a mis sur chaque disque qu'il a fait...[et] n'est rien de moins que la chanson la plus mature et la plus profonde de Dylan sur l'Amérique ». Le critique musical Paul Williams l'a qualifiée de « noyau chauffé à blanc de l'album ; la seule piste qui doit être écoutée encore et encore et encore, inépuisable, essentielle ». Malgré ses réserves quant aux paroles du couplet sur les cheiks du pétrole, Nogowski évalue positivement cette « évaluation accablante de l'état de l'Union » en raison de ses « ambitions artistiques ».
En 2021, un article du Guardian l'a incluse dans une liste de « 80 chansons de Bob Dylan que tout le monde devrait connaître »
.

## Performances en direct
« Slow Train » a été un élément essentiel de la tournée Gospel de Bob Dylan en 1979 et 1980. Il a repris la chanson pour la tournée de 1987 avec le Grateful Dead. Au total, il a interprété la chanson 127 fois
.